# نوبار بربریان
نوبار گئورگی بربریان (ارمنی: Նուպար Գևորգի Պերպերյան؛  زادهٔ ۲۵ سپتامبر ۱۹۲۲ - درگذشته ۲۳ نوامبر ۲۰۱۶) یک ویراستار و روزنامه‌نگار نظر اهل ارمنستان بود.

## زندگی‌نامه
در ۲۵ سپتامبر ۱۹۲۲ در قاهره به دنیا آمد .   وی همچنین برنده نشان افتخار ساهاک مقدس-مسروپ مقدس (۲۰۱۱) شده است. وی در ۲۳ نوامبر ۲۰۱۶ در سن ۹۴ سالگی در بوستون درگذشت.